# Just
"Just" är en låt av det brittiska bandet Radiohead, utgiven på albumet The Bends 1995. Den släpptes som singel den 7 augusti 1995.

## Låtlista

### CD 1
1. "Just" – 3:54
2. "Planet Telex" (Karma Sunra mix) – 5:23
3. "Killer Cars" (Mogadon version) – 3:50

### CD 2
1. "Just" – 3:54
2. "Bones" (Live) – 3:14
3. "Planet Telex" (Live) – 4:07
4. "Anyone Can Play Guitar" (Live) – 3:40

## Medverkande
- Thom Yorke - sång, el- och akustisk gitarr
- Colin Greenwood - elbas
- Jonny Greenwood - elgitarr, Hammondorgel
- Ed O'Brien - elgitarr
- Philip Selway - trummor